# Jeong Geumhyung

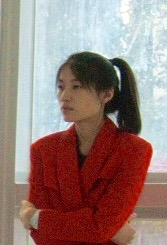
Jeong Geumhyeong

Jeong Geumhyung (koreanisch 정금형) (* 1980 in Seoul) ist eine Performance-Künstlerin, Tänzerin und Choreografin aus Südkorea. Sie lebt und arbeitet in Seoul.

## Ausbildung
Jeong Geumhyung studierte zunächst Schauspiel an der Hoseo University in Cheonan, Südkorea, und anschließend Tanz und Performance an der Korean National University of Arts sowie Animationsfilm an der Korean Academy of Film Arts in Seoul.

## Arbeit

### Thema
Sie behandelt in ihren Arbeiten die Beziehung zwischen dem menschlichen Körper und den Objekten, die ihn umgeben. Für ihre Interaktionen verwendet sie gewöhnliche Alltagsgegenstände. In ihren Stücken kombiniert sie Tanz und Puppenspiel.

### Auftritte & Ausstellungen
Im New Museum of Contemporary Art, New York, USA, präsentierte sie 2015 die Performance Fitness Guide (2011). Jeong wollte damit auf die Rolle des weiblichen Körpers in einer geschlechterbasierenden, ausbeutenden Wirtschaft aufmerksam machen.
Ihre Arbeiten präsentierte sie zudem bereits auf zahlreichen Festivals, unter anderem auf dem Zürcher Theater Spektakel (Schweiz), dem ImpulsTanz-Festival (Wien, Österreich), im Württembergischen Kunstverein (Stuttgart) und im PACT Zollverein (Essen).

### Auszeichnungen
2015 gewann Jeong den 16. Hermès Foundation Missulsang (Koreanisch: 에르메스재단 미술상), eine Initiative zur Förderung koreanischer Nachwuchskünstler. Der Preis beinhaltete einen 4-monatigen Aufenthalt in Paris. Dort erhielt sie die Möglichkeit, mit Experten ihren Umgang mit Drohnen zu verbessern, die sie in ihrer Arbeit einsetzt. Zudem erhielt sie eine Einzelausstellung im Atelier Hermès, Seoul.